# 2e étape du Tour d'Italie 2016
Pour un article plus général, voir Tour d'Italie 2016.
La 2e étape du Tour d'Italie 2016 se déroule le samedi 7 mai 2016, entre Arnhem aux Pays-Bas et Nimègue sur une distance de 190 km.

## Parcours
Le parcours est plat.

## Résultats

### Classement de l'étape
| Classement de l'étape | Classement de l'étape | Classement de l'étape | Classement de l'étape | Classement de l'étape |
|                       | Coureur               | Pays                  | Équipe                | Temps                 |
| --------------------- | --------------------- | --------------------- | --------------------- | --------------------- |
| 1er                   | Marcel Kittel         | Allemagne             | Etixx-Quick Step      | en 4 h 38 min 31 s    |
| 2e                    | Arnaud Démare         | France                | FDJ                   | m.t                   |
| 3e                    | Sacha Modolo          | Italie                | Lampre-Merida         | m.t                   |
| 4e                    | Moreno Hofland        | Pays-Bas              | Lotto NL-Jumbo        | m.t                   |
| 5e                    | Nicola Ruffoni        | Italie                | Bardiani CSF          | m.t                   |
| 6e                    | Alexander Porsev      | Russie                | Katusha               | m.t                   |
| 7e                    | Caleb Ewan            | Australie             | Orica-GreenEDGE       | m.t                   |
| 8e                    | Kristian Sbaragli     | Italie                | Dimension Data        | m.t                   |
| 9e                    | Andrey Amador         | Costa Rica            | Movistar              | m.t                   |
| 10e                   | Giacomo Nizzolo       | Italie                | Trek-Segafredo        | m.t                   |
| modifier              |                       |                       |                       |                       |

### Points attribués
|   | Cycliste           | Nat      | Équipe             | Pts | Bonif |
| - | ------------------ | -------- | ------------------ | --- | ----- |
| 1 | Maarten Tjallingii | Pays-Bas | Lotto NL-Jumbo     | 20  | 3 s   |
| 2 | Omar Fraile        | Espagne  | Dimension Data     | 12  | 2 s   |
| 3 | Giacomo Berlato    | Italie   | Nippo-Vini Fantini | 8   | 1 s   |
| 4 | Giacomo Nizzolo    | Italie   | Trek-Segafredo     | 6   |       |
| 5 | Sacha Modolo       | Italie   | Lampre-Merida      | 4   |       |
| 6 | Elia Viviani       | Italie   | Sky                | 3   |       |
| 7 | Kristian Sbaragli  | Italie   | Dimension Data     | 2   |       |
| 8 | Roberto Ferrari    | Italie   | Lampre-Merida      | 1   |       |

|   | Cycliste           | Nat       | Équipe             | Pts | Bonif |
| - | ------------------ | --------- | ------------------ | --- | ----- |
| 1 | Maarten Tjallingii | Pays-Bas  | Lotto NL-Jumbo     | 20  | 3 s   |
| 2 | Giacomo Berlato    | Italie    | Nippo-Vini Fantini | 12  | 2 s   |
| 3 | Omar Fraile        | Espagne   | Dimension Data     | 8   | 1 s   |
| 4 | Giacomo Nizzolo    | Italie    | Trek-Segafredo     | 6   |       |
| 5 | Elia Viviani       | Italie    | Sky                | 4   |       |
| 6 | Matteo Trentin     | Italie    | Etixx-Quick Step   | 3   |       |
| 7 | Alexey Tsatevitch  | Russie    | Katusha            | 2   |       |
| 8 | Nikias Arndt       | Allemagne | Giant-Alpecin      | 1   |       |

| - Sprint final de Nimègue (km 190) \| \| Cycliste \| Nat \| Équipe \| Points \| Bonif \| \| -- \| -------------------- \| ---------- \| ------------------ \| ------ \| ----- \| \| 1 \| Marcel Kittel \| Allemagne \| Etixx-Quick Step \| 50 \| 10 s \| \| 2 \| Arnaud Démare \| France \| FDJ \| 35 \| 6 s \| \| 3 \| Sacha Modolo \| Italie \| Lampre-Merida \| 25 \| 4 s \| \| 4 \| Moreno Hofland \| Pays-Bas \| Lotto NL-Jumbo \| 18 \| \| \| 5 \| Nicola Ruffoni \| Italie \| Bardiani CSF \| 14 \| \| \| 6 \| Alexander Porsev \| Russie \| Katusha \| 12 \| \| \| 7 \| Caleb Ewan \| Australie \| Orica-GreenEDGE \| 10 \| \| \| 8 \| Kristian Sbaragli \| Italie \| Dimension Data \| 8 \| \| \| 9 \| Andrey Amador \| Costa Rica \| Movistar \| 7 \| \| \| 10 \| Giacomo Nizzolo \| Italie \| Trek-Segafredo \| 6 \| \| \| 11 \| Paolo Simion \| Italie \| Bardiani CSF \| 5 \| \| \| 12 \| Nikias Arndt \| Allemagne \| Giant-Alpecin \| 4 \| \| \| 13 \| Elia Viviani \| Italie \| Sky \| 3 \| \| \| 14 \| Eduard-Michael Grosu \| Roumanie \| Nippo-Vini Fantini \| 2 \| \| \| 15 \| André Greipel \| Allemagne \| Lotto-Soudal \| 1 \| \| |                      |            |                    |        |       |
| | Cycliste             | Nat        | Équipe             | Points | Bonif |
| 1 | Marcel Kittel        | Allemagne  | Etixx-Quick Step   | 50     | 10 s  |
| 2 | Arnaud Démare        | France     | FDJ                | 35     | 6 s   |
| 3 | Sacha Modolo         | Italie     | Lampre-Merida      | 25     | 4 s   |
| 4 | Moreno Hofland       | Pays-Bas   | Lotto NL-Jumbo     | 18     |       |
| 5 | Nicola Ruffoni       | Italie     | Bardiani CSF       | 14     |       |
| 6 | Alexander Porsev     | Russie     | Katusha            | 12     |       |
| 7 | Caleb Ewan           | Australie  | Orica-GreenEDGE    | 10     |       |
| 8 | Kristian Sbaragli    | Italie     | Dimension Data     | 8      |       |
| 9 | Andrey Amador        | Costa Rica | Movistar           | 7      |       |
| 10 | Giacomo Nizzolo      | Italie     | Trek-Segafredo     | 6      |       |
| 11 | Paolo Simion         | Italie     | Bardiani CSF       | 5      |       |
| 12 | Nikias Arndt         | Allemagne  | Giant-Alpecin      | 4      |       |
| 13 | Elia Viviani         | Italie     | Sky                | 3      |       |
| 14 | Eduard-Michael Grosu | Roumanie   | Nippo-Vini Fantini | 2      |       |
| 15 | André Greipel        | Allemagne  | Lotto-Soudal       | 1      |       |

### Cols et côtes
| - Côte de Berg en Dal, 4e catégorie (km 155,3) \| \| Cycliste \| Pays \| Équipe \| Points \| \| - \| ------------------ \| -------- \| ------------------ \| ------ \| \| 1 \| Omar Fraile \| Espagne \| Dimension Data \| 3 \| \| 2 \| Maarten Tjallingii \| Pays-Bas \| Lotto NL-Jumbo \| 2 \| \| 3 \| Giacomo Berlato \| Italie \| Nippo-Vini Fantini \| 1 \| |                    |          |                    |        |
| | Cycliste           | Pays     | Équipe             | Points |
| 1 | Omar Fraile        | Espagne  | Dimension Data     | 3      |
| 2 | Maarten Tjallingii | Pays-Bas | Lotto NL-Jumbo     | 2      |
| 3 | Giacomo Berlato    | Italie   | Nippo-Vini Fantini | 1      |

### Classement au temps par équipes
| Classement par équipes au temps | Classement par équipes au temps | Classement par équipes au temps | Classement par équipes au temps |
|                                 | Équipe                          | Pays                            | Temps                           |
| ------------------------------- | ------------------------------- | ------------------------------- | ------------------------------- |
| 1re                             | Katusha                         | Russie                          | en 13 h 55 min 33 s             |
| 2e                              | BMC Racing                      | États-Unis                      | m.t                             |
| 3e                              | Bardiani CSF                    | Italie                          | m.t                             |
| modifier                        |                                 |                                 |                                 |

### Classement aux points par équipes
| Classement par équipes aux points | Classement par équipes aux points | Classement par équipes aux points | Classement par équipes aux points | Classement par équipes aux points |
|                                   | Équipes                           | Pays                              |                                   | Point(s)                          |
| --------------------------------- | --------------------------------- | --------------------------------- | --------------------------------- | --------------------------------- |
| 1re                               | Etixx-Quick Step                  | Belgique                          |                                   | 50                                |
| 2e                                | FDJ                               | France                            |                                   | 35                                |
| 3e                                | Lotto NL-Jumbo                    | Pays-Bas                          |                                   | 34                                |
| modifier                          |                                   |                                   |                                   |                                   |

## Classements à l'issue de l'étape

### Classement général
| Classement général | Classement général | Classement général | Classement général | Classement général |
|                    | Coureur            | Pays               | Équipe             | Temps              |
| ------------------ | ------------------ | ------------------ | ------------------ | ------------------ |
| 1er                | Tom Dumoulin       | Pays-Bas           | Giant-Alpecin      | en 4 h 49 min 34 s |
| 2e                 | Primož Roglič      | Slovénie           | Lotto NL-Jumbo     | m.t                |
| 3e                 | Marcel Kittel      | Allemagne          | Etixx-Quick Step   | + 1 s              |
| 4e                 | Andrey Amador      | Costa Rica         | Movistar           | + 6 s              |
| 5e                 | Tobias Ludvigsson  | Suède              | Giant-Alpecin      | + 8 s              |
| 6e                 | Moreno Moser       | Italie             | Cannondale         | + 12 s             |
| 7e                 | Bob Jungels        | Luxembourg         | Etixx-Quick Step   | + 13 s             |
| 8e                 | Matthias Brändle   | Autriche           | IAM                | + 14 s             |
| 9e                 | Silvan Dillier     | Suisse             | BMC Racing         | + 16 s             |
| 10e                | Roger Kluge        | Allemagne          | IAM                | + 16 s             |
| modifier           |                    |                    |                    |                    |

### Classement du meilleur jeune
| Classement du meilleur jeune | Classement du meilleur jeune | Classement du meilleur jeune | Classement du meilleur jeune | Classement du meilleur jeune |
|                              | Coureur                      | Pays                         | Équipe                       | Temps                        |
| ---------------------------- | ---------------------------- | ---------------------------- | ---------------------------- | ---------------------------- |
| 1er                          | Tobias Ludvigsson            | Suède                        | Giant-Alpecin                | en 4 h 49 min 42 s           |
| 2e                           | Bob Jungels                  | Luxembourg                   | Etixx-Quick Step             | + 5 s                        |
| 3e                           | Damien Howson                | Australie                    | Orica-GreenEDGE              | + 11 s                       |
| 4e                           | Łukasz Wiśniowski            | Pologne                      | Etixx-Quick Step             | + 12 s                       |
| 5e                           | Michael Hepburn              | Australie                    | Orica-GreenEDGE              | + 12 s                       |
| modifier                     |                              |                              |                              |                              |

### Classement aux points
| Classement par points | Classement par points | Classement par points | Classement par points | Classement par points |
| --------------------- | --------------------- | --------------------- | --------------------- | --------------------- |
|                       | Coureur               | Pays                  | Équipe                | Point(s)              |
| 1er                   | Marcel Kittel         | Allemagne             | Etixx-Quick Step      | 56 points             |
| 2e                    | Maarten Tjallingii    | Pays-Bas              | Lotto NL-Jumbo        | 40 pts                |
| 3e                    | Arnaud Démare         | France                | FDJ                   | 35 pts                |
| 4e                    | Sacha Modolo          | Italie                | Lampre-Merida         | 29 pts                |
| 5e                    | Giacomo Berlato       | Italie                | Nippo-Vini Fantini    | 20 pts                |
| modifier              |                       |                       |                       |                       |

### Classement du meilleur grimpeur
| Classement du meilleur grimpeur | Classement du meilleur grimpeur | Classement du meilleur grimpeur | Classement du meilleur grimpeur | Classement du meilleur grimpeur |
| ------------------------------- | ------------------------------- | ------------------------------- | ------------------------------- | ------------------------------- |
|                                 | Coureur                         | Pays                            | Équipe                          | Point(s)                        |
| 1er                             | Omar Fraile                     | Espagne                         | Dimension Data                  | 3 points                        |
| 2e                              | Maarten Tjallingii              | Pays-Bas                        | Lotto NL-Jumbo                  | 2 pts                           |
| 3e                              | Giacomo Berlato                 | Italie                          | Nippo-Vini Fantini              | 1 pt                            |
| modifier                        |                                 |                                 |                                 |                                 |

### Classements par équipes

#### Classement au temps
| Classement par équipes au temps | Classement par équipes au temps | Classement par équipes au temps | Classement par équipes au temps |
|                                 | Équipe                          | Pays                            | Temps                           |
| ------------------------------- | ------------------------------- | ------------------------------- | ------------------------------- |
| 1re                             | Giant-Alpecin                   | Allemagne                       | en 14 h 29 min 6 s              |
| 2e                              | Lotto NL-Jumbo                  | Pays-Bas                        | + 15 s                          |
| 3e                              | Etixx-Quick Step                | Belgique                        | + 20 s                          |
| modifier                        |                                 |                                 |                                 |

#### Classement aux points
| Classement par équipes aux points | Classement par équipes aux points | Classement par équipes aux points | Classement par équipes aux points | Classement par équipes aux points |
|                                   | Équipes                           | Pays                              |                                   | Point(s)                          |
| --------------------------------- | --------------------------------- | --------------------------------- | --------------------------------- | --------------------------------- |
| 1re                               | Giant-Alpecin                     | Allemagne                         |                                   | 79                                |
| 2e                                | Etixx-Quick Step                  | Belgique                          |                                   | 74                                |
| 3e                                | Lotto NL-Jumbo                    | Pays-Bas                          |                                   | 71                                |
| modifier                          |                                   |                                   |                                   |                                   |